# Château de la Mauvoisinière
Le château de la Mauvoisinière est un château situé à Bouzillé, en France.

## Localisation
Le château est situé dans le département français de Maine-et-Loire, sur la commune de Bouzillé.

## Historique
Le château a été construit dans les années 1660, le seul épargné dans les Mauges lors des guerres révolutionnaires. L'ensemble comprend des jardins à la française clos de douves, des communs (des XVIIe et XVIIIe siècles) , deux pavillons de cour et un réseau orthogonal de douves. Des aménagements ont été effectués au XIXe siècle, dont la maison de l'intendant et la chapelle Sainte-Sophie, dite "enfeu des Gibot" en 1846.

L'édifice est classé au titre des monuments historiques en 1988 et inscrit en 2005.